# Cottus koshewnikowi
Cottus koshewnikowi és un peix pertanyent a la família dels còtids.
Fa 8,1 cm de llargària màxima. És un peix d'aigua dolça, bentopelàgic i de clima temperat, que viu a Estònia, Finlàndia, Rússia i Suècia. És inofensiu per als humans.